# Therese Keiter

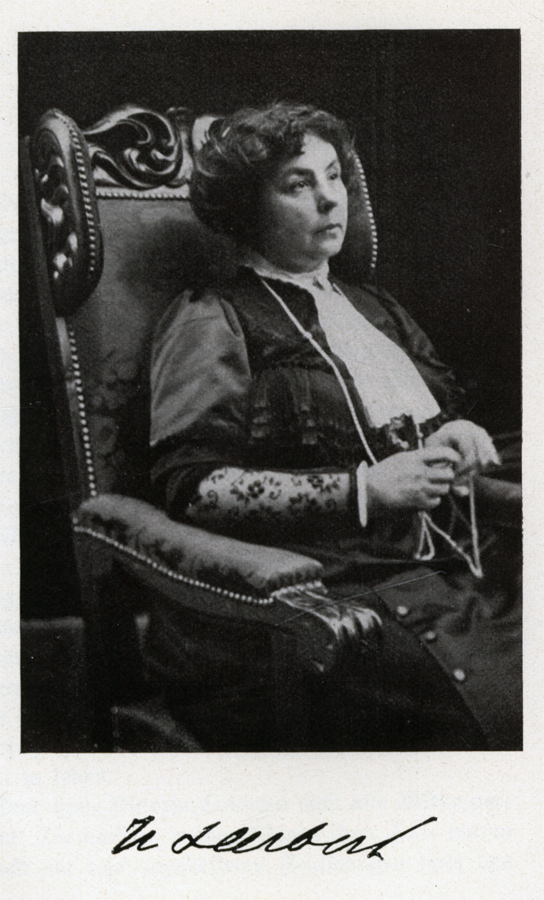
Therese Keiter (1913)

Therese Keiter geborene Kellner (* 20. Juni 1859 in Melsungen; † 5. April 1925 in Regensburg) war eine deutsche Schriftstellerin, die auch unter dem Pseudonym Marie Herbert publizierte.

## Leben
Therese Keiters Vater war Kanzleirat. Ihre Kindheit und Jugend verlebte sie im Landhaus ihrer Eltern und veröffentlichte schon in jungen Jahren Novellen und Erzählungen in Zeitungen und Zeitschriften, die ersten im Alter von 15 Jahren. Sie besuchte das Lehrerinnenseminar in Kassel. 1888 heiratete sie den katholischen Journalisten, Literaturkritiker und Schriftsteller Heinrich Keiter und zog mit ihm nach Regensburg. Dort lebte sie nach dem Tod ihres Mannes 1898 auch als Witwe. Keiter schrieb für die Zeitschrift „Die Oberpfalz“. Sie starb 1925 im Alter von 65 Jahren.

## Werke
- Miß Edda Brown. Erzählung. Bachem, Köln 1882.
- Flitter. 1884.[4]
- Das Kind seines Herzens, Roman. Bachem, Köln 1884.
- Jagd nach dem Glück. Roman. Bachem, Köln 1885.
- Kinder der Zeit und andere Novellen. Bachem, Köln 1886.
- Gemischte Gesellschaft. Novellen. Bachem, Köln 1888.
- Baalsopfer. Novellen. Bachem, Köln 1893.
- Aphorismen.Sinnsprüche aus dem Leben für das Leben. Bachem, Köln 1895.
- Aglaë. Novelle aus dem 4. Jahrhundert. Bachem, Köln 1897.
- Frauennovellen. Nationale Verlagsanstalt, Regensburg 1897.
- Herr Nathanael Weißmann. Novelle. Butzon & Bercker, Kevelaer 1899. (Aus Vergangenheit und Gegenwart 10)
- Die Rache der Jugend und andere Novellen. Abt, München/Wien 1899 (Roman- und Novellen-Schatz, Jg. 1, Nr. 8).
- Geistliche und weltliche Gedichte. Roth, Stuttgart 1899.
- Nach dem Tode. Einem alten Freunde nacherzählt. Butzon & Bercker, Kevelaer 1899.
- Marianne Fiedler. Eva. Leben und Liebe. Drei Novellen. Bachem, Köln 1900.
- Aus dem Buche des Lebens. Novellen. Manz, Regensburg 1900.
- Einkehr. Neue Gedichte. Roth, Stuttgart/Wien 1902.
- Alessandro Botticelli. Ein Künstlerleben. Bachem, Köln 1901.
- Von unmodernen Frauen. Novellen. Bachem, Köln 1902.
- Dagmars Glück und andere Novellen. Benzinger, Einsiedeln 1903.
- Flüchtiges Glück. Erzählung. Butzon & Bercker, Kevelaer 1903.
- Einsamkeiten. Gedichte. Bachem, Köln 1903.
- Baalsopfer. Der schöne Ferdinand. Novellen. Habbel, Regensburg 1904.
- Unlöschbare Schrift und andere Novellen. Habbel, Regensburg 1904.
- Oberpfälzische Geschichten. Habbel, Regensburg 1904.
- Ein Buch von der Güte. Novellen. Bachem, Köln 1904.
- Vom Leben und Sterben. Skizzen. Butzon & Bercker, Kevelaer 1905.
- Ohne Steuer. Roman. Bachem, Köln 1905.
- Briefe einer Häßlichen und allerhand anderes. Butzon & Bercker, Kevelaer 1905.
- Doktor Sörrensen. Roman. Bachem, Köln 1906.
- Ein Skizzenbuch. Habbel, Regensburg 1907.
- Vittoria Colonna. Ein Lebensbild aus der Zeit der Hochrenaissance. Alber, Regensburg 1907.
- Aus unseren Tagen. Roman nebst zwei Novellen. Bachem, Köln 1908.
- Lebensbilder. Neue Gedichte. Bachem, Köln 1908.
- Volksgeschichten. Habbel, Regensburg 1908.
- Lebens-Ausschnitte. Novellen und Geschichten. Styria, Graz 1909.
- Die Wenderoths. Roman. Bachem, Köln 1909.
- Idealisten. Roman. Habbel, Regensburg 1910.
- Michelangelogeschichten. Das Buch des Balthasar Brassin. Habbel, Regensburg 1910.
- Jakob im Walde und andere Geschichten. Habbel, Regensburg 1910.
- Heimfahrten. Lieder und Balladen. Bachem, Köln 1910.
- Aus dornenreicher Jugendzeit. Bachem, Köln 1897.[5]
- Lebens-sprüche und Zeitbetrachtungen. Alber, Ravensburg 1910.
- Der wilde Dorneck und andere Lebensstudien. Regenberg, Habbel 1911. (Digitalisat)
- Liebe und Tod. Verse. Habbel. Regensburg 1911.
- Der Weg des Michelangelo. Erzählung aus der Renaissance. Habbel, Regensburg 1911.
- Die Schicksalsstadt. Roman. Bachem, Köln 1912.
- Tröstungen. Gedichte. Bachem, Köln 1912.
- Ernste und heitere Geschichten. Habbel, Regensburg 1912.
- Kloster-Geschichten. Habbel, Regensburg 1912.